# Велика Плана
Велика Плана је градско насеље у Србији и седиште истоимене општине у Подунавском округу. Према попису из 2022. има 14.609 становника (према попису из 2011. било је 16.088 становника).

## Географске одлике и природни ресурси
Велика Плана се налази на левој обали Велике Мораве. Кроз њу пролази ауто-пут Београд–Ниш као и пруга Београд–Ниш–Скопље.
Земљиште
Најзначајнији природни ресурс општине Велика Плана је земљишни фонд, кога карактерише геоморфолошка
хомогеност, висока потенцијална плодност и испресецаност воденим токовима. Под пољопривредним земљиштем
налази се 30.000 ha или 87% територије општине. Обрадиво земљиште заузима 23.100 ha или 77% површине општине
(оранице, воћњаци, виногради). Шумске површине се простиру на 3.200 ha или 10% површине општине.
Од укупне територије општине Велика Плана, плодно земљиште (алувијум, алувијална смоница и гајњача) заузима 91% територије (31.500 ha), средње плодно земљиште (смоница у огајњачавању, гајњача у оподзољавању и делувијум у огајњачавању) заузима 9% територије (3.000 ha), а неплодног земљишта нема.
Клима
Великоплањанска општина се налази у континенталном климату умерених ширина. Ову констатацију поткрепљују
чињенице:
- просечна годишња количина падавина око 600 – 650 mm\m2
- просечна годишња температура 11 °C;
- просечна влажност ваздуха се креће око 70%;
- просечна надморска висина креће се око 100m.

Општина Велика Плана спада у аридна подручја, где се сваке године у периоду интензивне вегетације јавља недостатак земљишне влаге и поред тога што речни токови и подземни слојеви обилују водом која се може користити за наводњавање.
Јужни, југозападни, југоисточни и западни ветрови су доминантни и директно су одговорни за климат ове области. Утицај
ветрова се огледа у деловању кошаве током касне јесени, зиме и пролећа (до 140 km/h), када знатно расхлађује ваздух.
Северац у току лета појачава сушу, а јужни ветрови интензивно дувају у рано пролеће и знатно исушују земљиште и
ваздух.
Хидрографија
Кроз Великоплањанску општину протиче највећа домаћа река Србије, Велика Морава и њена највећа лева притока
Јасеница као и река Рача. Велика Морава је дефинисала живот и рад људи ове регије, а нарочито у сеоским срединама где се људи баве пољопривредом.
Рељеф
Рељеф је јасно издиференциран на две целине:
Алувијална раван Велике Мораве је настајала хиљадама година дуге геолошке прошлости изливањем реке и изношењем плодног муља на ниским обалама у доњем току реке. На алувијалном земљишту данас се узгајају житарице, крмно и индустријско биље.
Заталасано побрђе је прошарано са неколико типова земљишта од којих је најдоминантнија смоница. Овај тип земљишта је највише, али и недовољно искоришћен у воћарству и виноградарству.
Заштићена природна добра
Заштићена природна добра на територији општине Велика Плана су: Храст на Копоринскоm путу; Радојковића храст (лужњак) у атару села Доња Ливадица и група од 12 стабала (храст лужњак) у порти Цркве у селу Лозовик.

## Историја
Велика Плана је старије насеље. Помиње се у време аустријске Краљевине Србије почетком 18. века као насељено место под именом Plana. Раније је ово насеље било у Селишту, поред Мораве, одакле су се преместили на данашње место због сталних поплава и померења Моравског корита. Старо гробље из доба када је Плана била у Селишту, поред Мораве, лоцирано је у Гложи. Ту се налазе споменици из 1761. и 1764. године. У Буковици су се ископавали прстење и кости, а има трагова од зидина у непосредној близини налази се црквина и остаци некадашњег манастира. И овде има трагова од старог гробља. У атару Велике Плане је и манастир Копорин, за који народ мисли да га је подигао деспот Ђурађ, мада историјска наука сматра да је то учинио Деспот Стефан, који је највероватније ту и сахрањен (а и ктиторски натпис је такав).
Године 1732. помиње се у Плани кнез Дмитар, тада је село имало 26 домова (хлебов). Године 1818. Плана је имала 98 а 1822. г. 111 кућа. Године 1846. у Плани је било 182 куће, а по попису из 1921. године, Плана је имала 995 кућа са 5107 становника. Из Црне Горе су преци Татинаца (Стефановића) и племена Мијатовића: Славнића, Радисављевића (Павловаца), Радосављевића, Радојковића и Петронијевића. Од Сјенице су Деспотовићи, са Косова су дошли Недељковићи, Шулкићи, Јеремићи (данас разним презименима), затим има у знатном броју досељеника од Видина, из Полетковца, из крајинске Копривнице, од Параћина, из околине Крушевца. итд. (подаци крајем 1921. године).
Указом Краља од 30. априла 1924. године насеље је добило статус варошице.
Једна од најстаријих зграда у Великој Плани је породична вила Клефишових, изузетних архитектонских карактеристика.

## Привреда
Велика Плана била је позната по кланичној индустрији. Прво је фирма Клефиш и Зојс 1889. основала кланицу за свиње, пернату живину и извоз јаја, а већ следеће године то је урадио и Вилхелм Шумахер. До почетка Првог светског рата обе кланице су напредовале и осавремењивале се. У периоду између два светска рата подигнуте су још две кланице: Тонија Клефиша и ортачка Мике Јовановића из Велике Плане са Бранком Станишићем из Београда. После Другог светског рата у Великој Плани се осавремењују циглана „Прогрес“, фабрика намештаја „Звезда“, „ИПК Србија 10. октобар - индустрија меса Плана“, „Перкон“, млинско-пекарско и трговачко предузеће „Напредак“, „Гоша-монтажа“, штампарија и многа друга предузећа и продавнице.
Лидер у привреди Велике Плане данас је циглана „Прогрес АД“.

## Туризам
Туристичке активности се великим делом одвијају кроз рад Јавне установе Туристичко спортски центар „Велика Плана“
која организује послове свих облика рецептивних туристичких услуга, организације спортских програма за такмичарске и рекреативне групе, учешће у организацији културних, уметничких, спортских и других манифестација на подручју града и општине и информативно-пропаганду делатност за сопствене и туђе потребе. У припреми је оснивање туристичко-информативног центра, који ће имати информативну улогу за све субјекте који намеравају да посете општину Велика Плана.
Манифестација „У славу великог вожда“ привлачи сваке године знатан број посетилаца.
Манастири Копорин са почетка XV века и Покајница из XIX века као и црква брвнара у Крњеву су културно – историјске дестинације овог краја занимљиве за посетиоце.
Најзначајнији сегмент у понуди и развоју туризма овог краја свакако представља Етно село „Моравски конаци". У близини етно села налази се река Велика Морава са новим и старим срушеним жабарским мостом.
У периоду од 2000. до 2006. године дошло до пада у броју туриста док је број ноћења повећан у општини Велика Плана. Овакав тренд је био присутан и у Подунавском округу и у Републици Србији.
На 36 километара тока реке Велике Мораве, делу тока реке Јасенице, на вештачким језерима и језерцима насталим експлоатацијом шљунка и песка може се ловити мрена, бела риба, деверика, клен и скобаљ током целе године. Поред горенаведеног вида услуга општина Велика Плана поседује велике смештајне капацитете и може пружити услуге конгресног туризма, дневне обиласке културно-историјских знаменитости, спортски туризам као и друге видове туристичких услуга. Укупан смештајни капацитет у општини Велика Плана износи око 553 лежајева.
- Мотел „Лозовичка чесма“ са 16 лежајева
- Мотел „Крњево“ са 52 лежајева,
- Мотел „Велика Плана“ са 85 лежајева
- Мотел „Стари храст” са 92 лежајева
- Хотел „Плана” са 225 лежајева
- „Моравски конаци” са 27 лежајева

## Демографија
Стална миграција је карактеристика општине Велика Плана. Становништво Велике Плане из доба аустријске окупације (1717—1739. године), отишло је на север преко Дунава. После двадесетак година стигли су нови досељеници, највише са Косова и из старе Србије и настанили су област Гложе. Нови талас досељеника, највише из Бугарске насељава Велику Плану у време Карађорђевог устанка, отуда и назив једног насеља Бугарија.
Од половине 19. века досељавали су се трговци и занатлије. Досељеници су највише долазили из српских области које су биле под турском влашћу. Први потпуни попис становништва овог краја потиче из 1863. године. Тада је Велика Плана имала 300 домова са 1,702 становника. Запажа се знатно смањење броја становника за време ратова, нарочито 1915. године када је харала епидемија пегавог тифуса и када је српска војска напуштала домовину.
Изразито повећање броја становника уследило је после Другог светског рата, понајвише због премештања седишта среза из Великог Орашја и масовног доласка становника са Косова, Црне Траве и Јошаничке Бање.
Према попису из 2002. године Велика Плана је имала 44,470 становника (и 5,229 становника у иностранству), од тога у самом граду 16.210, и још 28.260 у селима општине. Густина насељености од 126 становника/км² карактерише Велику Плану као једну од најгушће насељених општина у Србији.
Просечна старост становништва општине износи 41 годину што представља становништво у пуној снази и зрелости, али и упозорава да наталитет мора радикално да се повећа, како у догледно време ово становништво не би прешло у категорију старог становништва.
Ово насеље је великим делом насељено Србима (према попису из 2011. године).
|             |            | \| Демографија[4] \| Демографија[4] \| Демографија[4] \| \| Година \| Становника \| Становника \| \| -------------- \| -------------- \| -------------- \| \| 1948. \| 7.347 \| \| \| 1953. \| 8.343 \| \| \| 1961. \| 9.922 \| \| \| 1971. \| 12.657 \| \| \| 1981. \| 16.175 \| \| \| 1991. \| 17.197 \| 16.423 \| \| 2002. \| 16.210 \| 17.387 \| \| 2011. \| 16.088 \| \| \| 2022. \| 14.609 \| \| |
| Демографија |            | |
| Година      | Становника | Становника |
| 1948.       | 7.347      | |
| 1953.       | 8.343      | |
| 1961.       | 9.922      | |
| 1971.       | 12.657     | |
| 1981.       | 16.175     | |
| 1991.       | 17.197     | 16.423 |
| 2002.       | 16.210     | 17.387 |
| 2011.       | 16.088     | |
| 2022.       | 14.609     | |

| Етнички састав према попису из 2011.‍ | Етнички састав према попису из 2011.‍ | Етнички састав према попису из 2011.‍ | Етнички састав према попису из 2011.‍ | Етнички састав према попису из 2011.‍ |
| ------------------------------------ | ------------------------------------ | ------------------------------------ | ------------------------------------ | ------------------------------------ |
|                                      |                                      |                                      |                                      |                                      |
| Срби                                 | Срби                                 |                                      | 15.226                               | 97,59%                               |
| Роми                                 | Роми                                 |                                      | 157                                  | 1,14%                                |
| Црногорци                            | Црногорци                            |                                      | 52                                   | 0,43%                                |
| Македонци                            | Македонци                            |                                      | 31                                   | 0,23%                                |
| Југословени                          | Југословени                          |                                      | 21                                   | 0,16%                                |
| Хрвати                               | Хрвати                               |                                      | 15                                   | 0,10%                                |
| Бугари                               | Бугари                               |                                      | 14                                   | 0,09%                                |
| Албанци                              | Албанци                              |                                      | 13                                   | 0,08%                                |
| Горанци                              | Горанци                              |                                      | 11                                   | 0,07%                                |
| Словаци                              | Словаци                              |                                      | 9                                    | 0,06%                                |
| Мађари                               | Мађари                               |                                      | 9                                    | 0,06%                                |
| Руси                                 | Руси                                 |                                      | 5                                    | 0,03%                                |
| Румуни                               | Румуни                               |                                      | 5                                    | 0,03%                                |
| Словенци                             | Словенци                             |                                      | 3                                    | 0,02%                                |
| Власи                                | Власи                                |                                      | 2                                    | 0,01%                                |
| Немци                                | Немци                                |                                      | 1                                    | 0,00%                                |
| Буњевци                              | Буњевци                              |                                      | 1                                    | 0,00%                                |
| Украјинци                            | Украјинци                            |                                      | 1                                    | 0,00%                                |
| непознато и неразјашњено             | непознато и неразјашњено             |                                      | 512                                  | 0,33%                                |

| \| \| м \| \| \| ж \| \| ? \| 25 \| \| \| 33 \| \| 80+ \| 90 \| \| \| 179 \| \| 75—79 \| 192 \| \| \| 303 \| \| 70—74 \| 290 \| \| \| 462 \| \| 65—69 \| 442 \| \| \| 484 \| \| 60—64 \| 432 \| \| \| 503 \| \| 55—59 \| 364 \| \| \| 421 \| \| 50—54 \| 616 \| \| \| 619 \| \| 45—49 \| 749 \| \| \| 679 \| \| 40—44 \| 531 \| \| \| 612 \| \| 35—39 \| 534 \| \| \| 567 \| \| 30—34 \| 539 \| \| \| 531 \| \| 25—29 \| 547 \| \| \| 568 \| \| 20—24 \| 597 \| \| \| 546 \| \| 15—19 \| 600 \| \| \| 539 \| \| 10—14 \| 502 \| \| \| 477 \| \| 5—9 \| 456 \| \| \| 458 \| \| 0—4 \| 352 \| \| \| 371 \| \| Просек : \| 38,2 \| \| \| 40,6 \| |      |  |  |      |
| |      |  |  |      |
| | м    |  |  | ж    |
| ? | 25   |  |  | 33   |
| 80+ | 90   |  |  | 179  |
| 75—79 | 192  |  |  | 303  |
| 70—74 | 290  |  |  | 462  |
| 65—69 | 442  |  |  | 484  |
| 60—64 | 432  |  |  | 503  |
| 55—59 | 364  |  |  | 421  |
| 50—54 | 616  |  |  | 619  |
| 45—49 | 749  |  |  | 679  |
| 40—44 | 531  |  |  | 612  |
| 35—39 | 534  |  |  | 567  |
| 30—34 | 539  |  |  | 531  |
| 25—29 | 547  |  |  | 568  |
| 20—24 | 597  |  |  | 546  |
| 15—19 | 600  |  |  | 539  |
| 10—14 | 502  |  |  | 477  |
| 5—9 | 456  |  |  | 458  |
| 0—4 | 352  |  |  | 371  |
| Просек : | 38,2 |  |  | 40,6 |

| Година пописа     | 1948. | 1953. | 1961. | 1971. | 1981. | 1991. | 2002. |
| ----------------- | ----- | ----- | ----- | ----- | ----- | ----- | ----- |
| Број домаћинстава | 1.822 | 2.131 | 2.774 | 3.647 | 4.708 | 5.127 | 4.988 |

| Број чланова      | 1   | 2     | 3   | 4     | 5   | 6   | 7   | 8  | 9  | 10 и више | Просек |
| ----------------- | --- | ----- | --- | ----- | --- | --- | --- | -- | -- | --------- | ------ |
| Број домаћинстава | 824 | 1.096 | 900 | 1.112 | 566 | 320 | 117 | 33 | 11 | 9         | 3,25   |

| Пол    | Укупно | Неожењен/Неудата | Ожењен/Удата | Удовац/Удовица | Разведен/Разведена | Непознато |
| ------ | ------ | ---------------- | ------------ | -------------- | ------------------ | --------- |
| Мушки  | 6.548  | 2.064            | 4.005        | 265            | 207                | 7         |
| Женски | 7.046  | 1.524            | 4.036        | 1.126          | 349                | 11        |
| УКУПНО | 13.594 | 3.588            | 8.041        | 1.391          | 556                | 18        |

| Пол    | Укупно                    | Пољопривреда, лов и шумарство | Рибарство                            | Вађење руде и камена | Прерађивачка индустрија       |
| ------ | ------------------------- | ----------------------------- | ------------------------------------ | -------------------- | ----------------------------- |
| Мушки  | 3.399                     | 297                           | 0                                    | 5                    | 849                           |
| Женски | 2.198                     | 130                           | 0                                    | 4                    | 593                           |
| Укупно | 5.597                     | 427                           | 0                                    | 9                    | 1.442                         |
|        |                           |                               |                                      |                      |                               |
| Пол    | Производња и снабдевање   | Грађевинарство                | Трговина                             | Хотели и ресторани   | Саобраћај, складиштење и везе |
| Мушки  | 111                       | 553                           | 493                                  | 137                  | 404                           |
| Женски | 33                        | 84                            | 418                                  | 119                  | 84                            |
| Укупно | 144                       | 637                           | 911                                  | 256                  | 488                           |
|        |                           |                               |                                      |                      |                               |
| Пол    | Финансијско посредовање   | Некретнине                    | Државна управа и одбрана             | Образовање           | Здравствени и социјални рад   |
| Мушки  | 17                        | 76                            | 200                                  | 105                  | 62                            |
| Женски | 34                        | 32                            | 142                                  | 198                  | 244                           |
| Укупно | 51                        | 108                           | 342                                  | 303                  | 306                           |
|        |                           |                               |                                      |                      |                               |
| Пол    | Остале услужне активности | Приватна домаћинства          | Екстериторијалне организације и тела | Непознато            | Непознато                     |
| Мушки  | 57                        | 0                             | 0                                    | 33                   | 33                            |
| Женски | 69                        | 3                             | 0                                    | 11                   | 11                            |
| Укупно | 126                       | 3                             | 0                                    | 44                   | 44                            |

## Образовање
Предшколско васпитање и образовање одвија се у дечјој установи “Дечје царство” у коју је 2008. године укупно било уписано 806 малишана што представља повећање од 12% у односу на 2006. годину.
Основно образовање одвија се у 3 матичне основне школе:
- „Свети Сава“
- „Надежда Петровић“
- „Карађорђе“

Средњошколско образовање одвија се у три средње школе са укупно преко 1,300 ученика (такође 2008. године). У Техничкој школи “Никола Тесла“ ученика ђаци се школују за следећа занимања: бравар, аутоелектричар -електроинсталатер, женски фризер, машински техничар за компјутерско конструисање, електротехничар рачунара, техничар моделар одеће.
Економско угоститељска школа “Вук Караџић” пружа могућност школовања за следећа занимања: економски техничар, кувар, конобар-посластичар и трговац. У Гимназији ученика постоје смерови: друштвено-језички, природно-математички и информатички. Наведене школе поседују комплетно опремљене кабинете за информатику и практичну обуку.
У оквиру Народног универзитета при Центру за културу Велика Плана Факултет за образовање дипломираних
правника и дипломираних економиста за руководеће кадрове из Новог Сада је отворио консултативну јединицу
са 30 студената у Великој Плани.

## Култура и друштвени живот
Вишедневна манифестација „У славу Вожда“ има традицију дугу скоро три деценије и одвија се кроз научне скупове о
Карађорђу, извођење позоришних представа на летњој позорници у Радовањском лугу и рад сликарске колоније Покајница . Одржава се у периоду од 26—30. јула.
На смотри аматерских позоришта Србије „Масукини дани“ коју организује Позориште Масука у Великој Плани, учествују позоришни ансамбли из целе републике. Ова смотра се одржава током новембра и децембра месеца.
У оквиру рада библиотеке „Радоје Домановић“ из Велике Плане афирмисана је и ван граница манифестација у виду
конкурса за савремену српску сатиру.
У оквиру културних манифестација треба и организују се:
- „Дани Мије Крњевца“ –такмичење певача –аматера у Крњеву;
- „МАЕКС“- смотри аматерских позоришта Србије у Старом Селу;
- „Под Липом“- ликовна и песничка колонија у Крушеву;
- „Бајк Шоу“- скуп љубитеља мотоциклизма у Великој Плани, са традицијом одржавања од 1994. године

## Спорт
Спортски живот у општини Велика Плана одвија се претежно кроз активности око 40 клубова, највише кроз следеће спортове: фудбал (фудбалски клуб Морава), кошарка, рукомет, одбојка, карате, џудо, стони тенис, шах, коњички спортови.
Спортске активности се одвијају у ТСЦ „Велика Плана“ површине 1,600 m². На територији општине такође има 16 фудбалских терена (2 у Великој Плани и 14 у селима општине).

## Невладине организације
- НВО „Жене у акцији“ се бави промоцијом и заштитом женских људских права
- НВО „Свет речи“ се бави презентацијом књижевних и уметничких дела
- НВО „Центар плус“ се бави креативним образовањем
- Еколошко удружење промовише чување природне средине.
- Општинска организација слепих и слабовидих
- Општинска организација глувих и наглувих
- Удружење особа са инвалидитетом “Воља за животом“
- Удружење Рома Велика Плана
- Удружење љубитеља реке Велике Мораве
- Удружење "Краљевина Србија Велика Плана"
- Удружење мотоциклиста "FREE WHEELS"-Слободни точкови

## Познатије личности
- Нена Бајић, глумица средње генерације (одрасла и живи у Великој Плани)
- Оливера Бацић, глумица млађе генерације, одрасла у Великој Плани
- Иван Вучковић, глумац средње генерације (одрастао и живи у Великој Плани)
- Милан Ђорђевић, примаријус кардиологије по којем је назван Пејсмејкер центар Клиничког центра Србије „Проф. др Милан Бане Ђорђевић“ (рођен и одрастао у Великој Плани)
- Стојан Ђурић, академски сликар (Велика Плана)
- Ђорђе Живадиновић Гргур, глумац новије генерације (одрастао у Великој Плани)
- Велимир Живојиновић Масука, песник, управник Народног позоришта у Београду (рођен у Великој Плани)
- Марко Ивановић, чешки композитор српског порекла (Велика Плана)
- Немања Ивановић (DJ Manya) Архивирано на веб-сајту  (21. септембар 2016), ди-џеј и музичар (одрастао и сахрањен у Великој Плани)
- Ненад Игњатовић, професор Београдског универзитета (основна и средња школа у Великој Плани)
- Љубиша Јовановић, специјалиста пулмолог и награђивани писац (Старо Село и Велика Плана)
- Миодраг Којадиновић, писац и предавач на универзитетима у Азији (детињство у Великој Плани)
- Војислав Коштуница, научни радник и бивши председник СРЈ (детињство у Милошевцу)
- Радомир Лукић, професор и дугогодишњи декан Правног факултета (рођен, одрастао и сахрањен у Милошевцу, у Великој Плани испред зграде суда има споменик)
- Коста Манојловић, етномузиколог, суоснивач и први ректор Музичке академије у Београду (данас Факултет музичке уметности) (рођен у Крњеву)
- Радмила „Рада” Манојловић, фолк певачица, завршила је средњу економску школу „Вук Караџић” у Великој Плани.[7]
- Драган Д. Милановић, професор Машинског факултета (завршио гимназију у Великој Плани)
- Владимир Петковић, историчар уметности, директор Народног музеја у Београду (рођен у Великом Орашју)
- Карађорђе Петровић, вожд Првог српског устанка што је почетак Српске револуције (убијен у Радовању)
- Снежана Савић, певачица и глумица (рођена у Великој Плани)
- Вања Станишић, професор Филолошког факултета, син Ивана Студена (детињство у Великој Плани)
- Витомир (Вита) Стефановић, доајен аматерског глумишта у Србији (као режисер) и оснивач ликовне колоније Покајница и републичког такмичења рецитатора "Песниче народа мог" које се деценијама одржавало у В. Плани[8]
- Иван Студен, аутор много извођене драме Карађорђе (15-ак година у Великој Плани)
- Александар Тирнанић (Тирке), југословенски фудбалер и селектор (рођен у Крњеву)